# 태봉
태봉(泰封)은 후삼국을 이루던 나라로, 901년에 궁예가 송악을 도읍삼아 건국하였다. 초창기에는 고구려를 잇는 다는 뜻으로 국호를 후고구려라고 했으나 이후 철원으로 천도하여 국호를 마진, 마지막으로 태봉으로 바꾼어 완전히 태봉국으로 성립된다. 당시 후삼국의 절반에 달하는 영토를 차지하며 위세를 떨쳤으나 궁예가 불교의 미륵 신앙에 빠져 신정국가를 추구하고 폭정을 일삼아 결국 918년에 왕건의 역성혁명으로 축출되어 태봉은 멸망한다. 

## 역사

#### 건국 이전
궁예는 892년 북원(北原)의 적괴였던 양길의 부하가 되어 그의 신임을 얻고 강원도 각지를 공략하는 한편 수년 간 자기의 세력을 부식(扶植)하고 임진강 일대를 공취하여 차차 독자적 기반을 닦아 898년에는 송악군(宋岳郡 : 開成)에 웅거하여 자립의 기초를 세웠다.

#### 고려(후고구려) 시기
이 무렵 왕건이 궁예의 휘하로 들어왔으므로 그에게 철원태수(鐵圓太守)의 벼슬을 주고 양길에게 대항하게 하여 그 땅을 빼앗고 901년 스스로 왕이라 칭하며 국호를 고려라 하였다. 후고구려라는 명칭은 고구려, 고려와의 구분을 위한 명칭이며, 이 당시 국호는 고려였다. 당시 궁예는 신라에게 망한 고구려를 대신하여 복수한다고 호언하며 서북지방의 인심을 모으려 하였다.  

#### 마진 시기
904년에는 국호를 '마진'(摩震)이라 하고 연호를 '무태'라 하였으며 신라의 관제를 참작하여 관제를 정하고 국가의 체제를 갖추었다. 새 국호 '마진'은 마하진단(摩訶震旦)의 약자이며, 마하는 산스크리트어로 '크다'는 뜻이고 진단은 중국을 뜻하는 말이었으나 후에 '동방의 제국'을 뜻하는 말이 되었다. 즉, 마진은 '대동방국'(大東方國)을 뜻하는 국호이다. 905년 국도(國都)를 철원으로 옮기고 성책(聖冊)이라 개원(改元)한다.

#### 태봉 시기
911년 국호를 태봉이라 고치는 한편 연호를 수덕만세(水德萬歲)라 개원, 914년 다시 정개(政開)라고 고쳤다. 궁예는 철원을 중심으로 하여 강원·경기·황해의 대부분과 평안·충청의 일부를 점령함으로써 신라나 견훤의 후백제보다도 큰 세력을 형성하였다.
그리하여 태봉은 계속 신라의 북쪽을 침범하는 한편 왕건으로 하여금 수군을 이끌고 서남해 방면으로부터 후백제를 침공하게 하여 진도(珍島)·고이도성(皐夷島城)을 격파하고 금성을 점령하였다.(금성 싸움) 이리하여 국토가 넓어짐에 궁예는 대규모의 궁궐을 건축하고, 오행사상을 믿어 신라의 금덕(金德)에 이기고자 자기를 수덕(水德)으로 하였으며, 또한 스스로를 미륵보살이라 칭하며 일상의 기거동작을 불심을 따르고 불교사상을 통하여 국가를 통치하려 하였다.

#### 멸망
궁예의 호족 세력 견제와 폭정에 여러 측근들과 호족들은 전전긍긍하고, 마침내 918년 (천수(天授) 원년) 홍유·배현경·신숭겸·복지겸 등 4인이 의논하여 패서 호족 세력의 대표격이자 태봉의 2인자 왕건을 새 왕으로 추대하였으며 왕건은 역성혁명을 일으킨다. 궁예는 순식이 있는 명주성(강릉)으로 도피하는 도중 부양(斧壤)에서 죽게 된다. 삼국사기와 고려사에 따르면 보리이삭을 먹다가 백성들의 손에 살해당했다고 전한다. 이는 승자인 고려왕조의 기록이며, 정사 이외의 궁예의 최후는 다소 다르게 전해진다. 포천 일대의 명성산에서 주둔하여 왕건의 추격군과 항전을 벌였지만 수의 열세를 극복하지 못하고 결국 패배, 자결했다는 전설이 전해지며, 육당 최남선이 기록한 철원지역의 궁예전설에서도 왕건에 쫓기다 자결했다는 설이 전해지고 있다. 궁예의 죽음으로 태봉은 멸망한다. 역성혁명으로 태봉을 멸망시킨 왕건은 왕으로 즉위하여 고려를 건국한다.

## 의의
궁예는 원래 승려 출신으로 정권을 잡은 뒤에도 모든 기거동작(起居動作)을 불교식으로 하여 그가 남긴 석등롱(石燈籠)이나 팔관회(八關會)를 개최한 일 등은 뒤에 고려에도 영향을 끼쳤다. 태봉 도성 터는 현재 철원군 비무장지대 일대에 대부분 남아있어 남북 분단이라는 특수한 상황으로 인해 조사가 어려운 실정이다.

## 역대 국왕
|                    | 묘호               | 묘호 | 시호               | 시호               | 시호 | 시호 | 휘   | 휘   | 능호 | 능호 | 재위        | 비고 |
| 중국에서 내린 시호 | 중국에서 내린 시호 | 묘호 | 태봉에서 올린 시호 | 태봉에서 올린 시호 |      |      | 휘   | 휘   | 능호 | 능호 | 재위        | 비고 |
| ------------------ | ------------------ | ---- | ------------------ | ------------------ | ---- | ---- | ---- | ---- | ---- | ---- | ----------- | ---- |
| 1                  | -                  | -    | -                  | -                  | -    | -    | 궁예 | 弓裔 | -    | -    | 901년~918년 |      |

## 같이 보기
- 후백제
- 후삼국 시대
- 궁예도성